# Blanc de blancs

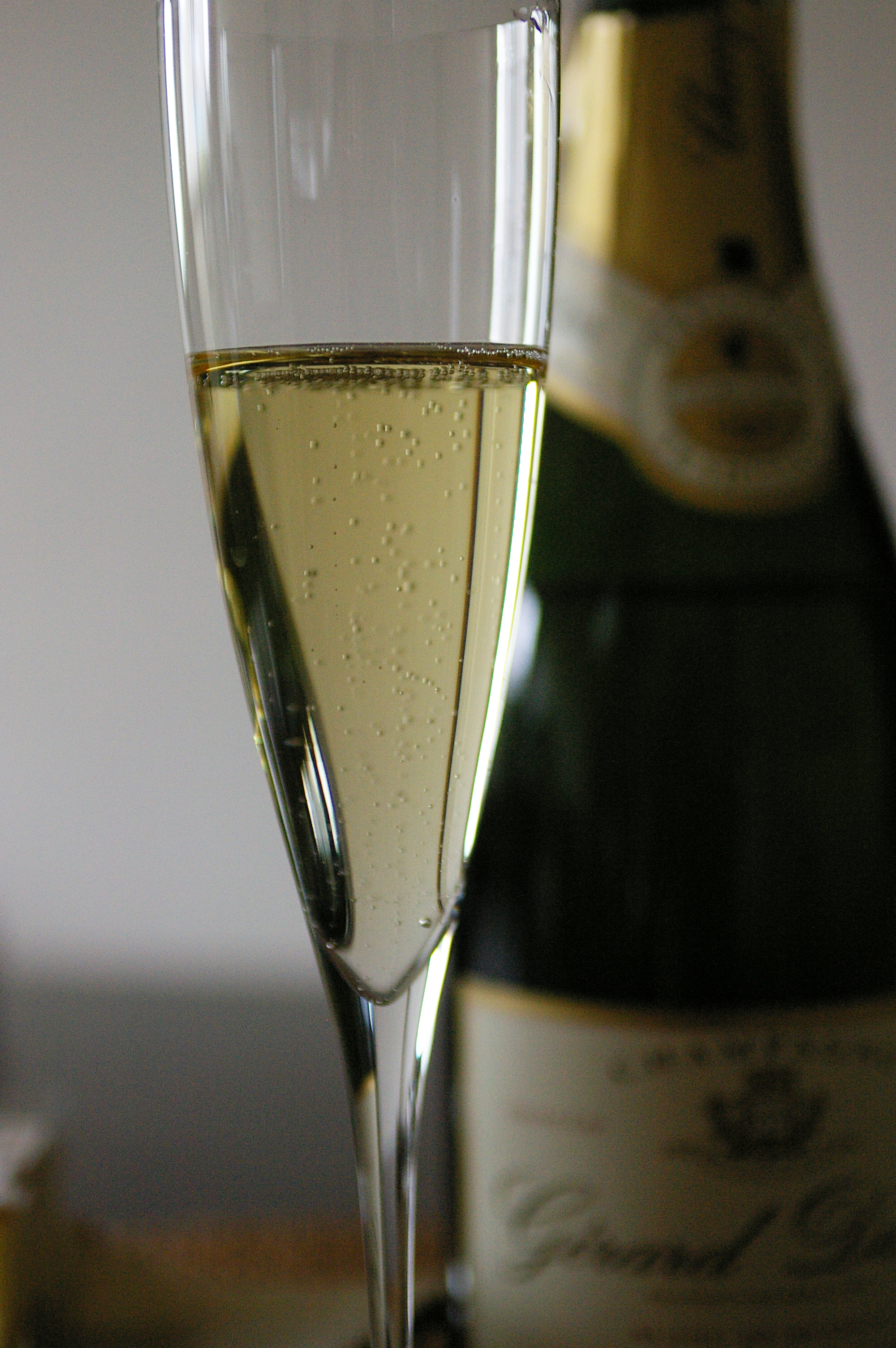
Blanc de blancs.

Le Blanc de Blancs, ou Blanc de Blanc, est un vin effervescent produit exclusivement avec des raisins blancs. 
Cette dénomination tient son origine dans la couleur du champagne (blanc) obtenue à partir de raisins blancs, généralement du chardonnay. Ce cépage est majoritairement présent dans la région champenoise de la côte des Blancs au sol calcaire. Reconnaissables à leurs arômes, ces champagnes le sont également par la couleur de leur robe cristalline jaune pâle, notamment lorsqu'ils sont jeunes. En vieillissant, la robe prend des teintes de couleur or.   
D'autres cépages utilisés dans l'élaboration du Champagne peuvent permettre d'utiliser la dénomination « blanc de blancs » dès lors que l'assemblage est exclusivement constitué de cépages blancs : petit meslier, arbane et pinot blanc sont également autorisés par le cahier des charges de l'AOC Champagne.    
Le terme de « blanc de blancs » peut être utilisé pour d'autres vins mousseux répondant aux mêmes caractéristiques.     
A contrario, le blanc de noirs désigne un champagne blanc produit avec du raisin noir exclusivement. En Champagne, on utilise le pinot noir et le pinot meunier ou les deux en assemblage.